# 4870 Shcherbanʹ
4870 Shcherbanʹ este un asteroid din centura principală, descoperit pe 25 octombrie 1989 de Liudmila Juravliova.